# Mandy Meyer

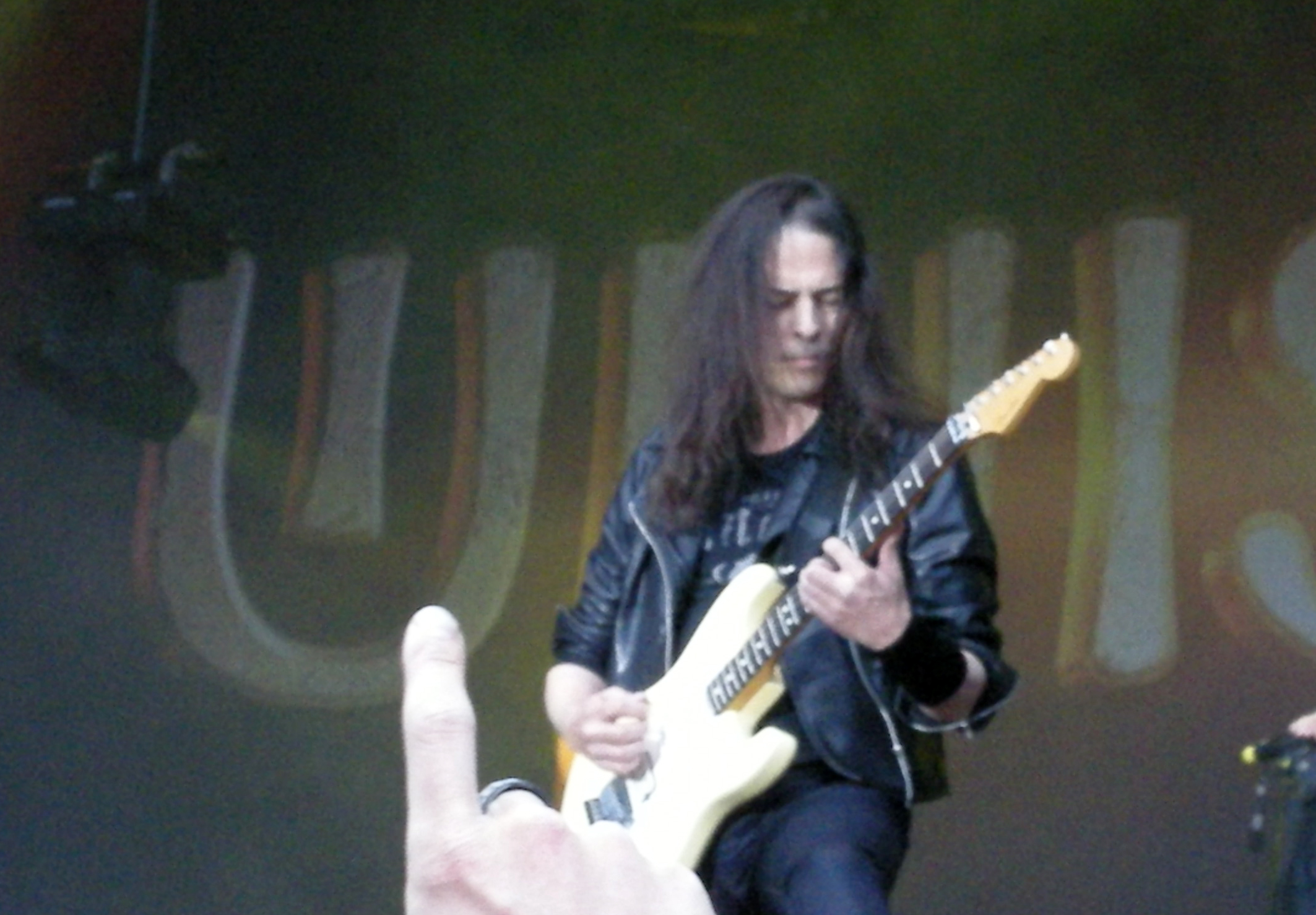
Mandy Meyer (2012)

Mandy Meyer (bürgerlich Armand Meyer, * 29. August 1960 in Balcarres/Saskatchewan, Kanada) ist ein Schweizer Rockgitarrist.
Größere Bekanntheit erlangte er, als er im Jahr 1985 den legendären Yes-Gitarristen Steve Howe bei der progressiven AOR-Band Asia ersetzte. Meyer ist Gründungsmitglied der Band Unisonic.

## Leben und Karriere
Mandy Meyer ist der Sohn einer Anglo-Kanadierin und eines Schweizer Milchfarmers. Er erlernte ab dem Alter von neun Jahren das Spielen auf einer Marschtrommel und wurde für sieben Jahre Mitglied eines Trommelvereins. In dieser Zeit erwarb er Kenntnisse im Spielen der klassischen Gitarre. Als Fünfzehnjähriger gründete er seine erste Band, mit der er in lokalen Clubs und Schülerparties spielte. 1975 wurde er Leadsänger und Gitarrist der Band BM Smith. 1980 nahm er das Angebot von Chris von Rohr an, den Gitarristen Tommy Kiefer bei Krokus zu ersetzen. Er spielte mit Krokus auf deren US-Tournee.
Im Jahr 1983 gründete er mit dem zukünftigen Survivor-Sänger Jimi Jamison die amerikanische Hardrock-Band Cobra, mit der er ein Album aufnahm. Durch eine Empfehlung des Produzenten John Kalodner von Geffen Records wurde er im Jahr 1984 der Rockband Asia als Gitarrist empfohlen, mit der er im Jahr 1985 ihr drittes Album aufnahm. Er verliess die Band im Jahr 1987, um sich in Los Angeles als Sessiongitarrist niederzulassen (z. B. für House of Lords und Mark Ashton), und spielte in seiner neu gegründeten Band Katmandü.
Ende der 1980er Jahre bis in die 1990er Jahre hinein war er als Studiomusiker in Los Angeles tätig.
In den Jahren 1996 bis 2004 war Mandy Meyer als Gitarrist der Schweizer Rockband Gotthard tätig, um später erneut bei einer seiner ersten Bands, Krokus, zu spielen. Für deren 2006er Album Hellraiser ersetzte er das Langzeitmitglied Fernando von Arb an der Leadgitarre. Seit November 2009 spielt Meyer in der Band Unisonic mit den Ex-Helloween-Musikern Michael Kiske und Kai Hansen und den Pink-Cream-69-Musikern Dennis Ward und Kosta Zafiriou. Das Debütalbum der Gruppe, ebenfalls Unisonic betitelt, wurde 2012 veröffentlicht.
Im Jahr 2014 folgte der Nachfolger Light of Dawn, für das Meyer auch eigene Kompositionen beisteuerte.

## Diskografie (Auszug)

### Als Bandmitglied
- Cobra – First Strike (1983, featuring Jimi Jamison)
- Asia – Astra (1985)
- Katmandü – Same (1991, featuring Dave King)
- Gotthard – The Hamburg Tapes (1996)
- Gotthard – Defrosted (1997)
- Gotthard – Open (1998)
- Gotthard – Homerun (2001)
- Gotthard – Human Zoo (2003)
- Krokus – Hellraiser (2006)
- Unisonic – Unisonic (2012)
- Krokus – Dirty Dynamite (2013)
- Unisonic – Light of Dawn (2014)
- Krokus – Big Rocks (2017)
- Krokus – Adios Amigos, Live @ Wacken (2021)
- Gotus – Gotus (2024)

### Als Studiogitarrist
- Ashton – Modern Pilgrims (1988)
- Stealin Horses – Stealin Horses (1988)
- House of Lords – Sahara (1990, featuring Gregg Giuffria)